# Авиационные происшествия Аэрофлота 1991 года

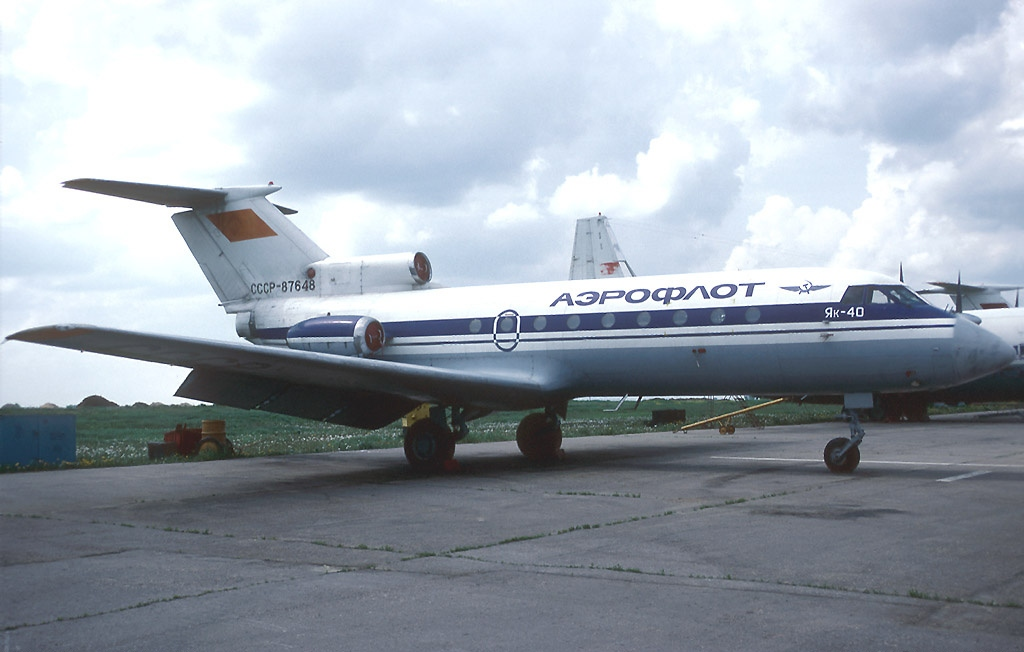
Як-40 предприятия «Аэрофлот»

Авиационные происшествия и инциденты, включая угоны, произошедшие с воздушными судами Министерства гражданской авиации СССР (Аэрофлот) в 1991 году.
В этом году крупнейшая катастрофа с воздушными судами предприятия «Аэрофлот» произошла 7 ноября близ Махачкалы, когда самолёт Як-40 при заходе на посадку отклонился от трассы и врезался в гору, при этом погиб 51 человек (подробнее…).

## Список
Отмечены происшествия и инциденты, когда воздушное судно было восстановлено.
| Дата                  | Место                                                                     | ВС        | Бортовой номер | Управление                                    | Жертв  | Описание | И      |
| --------------------- | ------------------------------------------------------------------------- | --------- | -------------- | --------------------------------------------- | ------ | --- | ------ |
| 1991 года             | н.д.                                                                      | Ан-2ТП    | 02465          | Якутское (Якутавиа)                           | 0/?    | Подробности неизвестны | [ 1 ]  |
| 5 января 1991 года    | Таймылыр                                                                  | Ми-6А     | 21025          | Якутское (Якутавиа)                           | 0/7    | Носил название «Комсомолец БАМа». Грубая посадка в условиях полярной ночи из-за превышения вертикальной скорости снижения. | [ 2 ]  |
| 14 февраля 1991 года  | Мангышлакская область, близ Таучика                                       | Ми-2      | 23434          | Казахское                                     | 3/3    | Упал после взлёта по неустановленной причине (вероятно, смещение ручки управления при попытке пассажира с переднего сидения перейти в салон) | [ 3 ]  |
| 14 февраля 1991 года  | Западный Сиваш, близ Красноперекопска                                     | Ми-2      | 23515          | Украинское                                    | 1/3    | Врезался в мелководье после взлёта по неустановленной причине (вероятно, дезориентация пилота из-за переутомления) | [ 4 ]  |
| 18 марта 1991 года    | Кольцово, Свердловск                                                      | Ил-86     |                |                                               | 0/360  | Вынужденная посадка, когда во время рейса «Москва—Новосибирск» психически неуравновешенный пассажир бросил в салоне зажигательную бомбу, вызвав пожар | [ 5 ]  |
| 23 марта 1991 года    | Навои                                                                     | Ан-24РВ   | 46472          | Узбекское                                     | 34/63  | При посадке выкатился за пределы ВПП на стройплощадку (подробнее…) | [ 6 ]  |
| 27 марта 1991 года    | Бабино                                                                    | Ка-32С    | 31023          | Ленинградское                                 | 0/6    | В полёте оторвало секцию лопасти нижнего несущего винта, приведшую к сильной вибрации. Опрокинулся при вынужденной посадке на автодорогу | [ 7 ]  |
| 27 марта 1991 года    | Пирамида (78°38′40″ с. ш. 16°22′28″ в. д.)                                | Ми-8МТ    | 06155          | Центральных районов                           | 2/3    | Столкновение со льдом бухты Мимер при заходе на посадку в СМУ | [ 8 ]  |
| 28 апреля 1991 года   | Вагайский район (58°27′ с. ш. 70°03′ в. д.)                               | Ми-8Т     | 22605          | Тюменское (Тюменьавиатранс)                   | 13/13  | Столкновение с деревьями при заходе на вынужденную посадку после последовательного отказа обоих двигателей | [ 9 ]  |
| 9 мая 1991 года       | Лыхская-70, Уватский район (58°32′ с. ш. 74°43′ в. д.)                    | Ми-8Т     | 24560          | Западно-Сибирское (Сибавиа)                   | 1/11   | При посадке в условиях перегруза хвостовой винт ударился о препятствия, после чего вертолёт опрокинулся, а лопасти работающего несущего винта врезались в землю. Обломок одной из лопастей врезался в остекление кабины, убив командира экипажа. | [ 10 ] |
| 14 мая 1991 года      | Кашкадарьинская область (39°10′ с. ш. 65°19′ в. д.)                       | Ан-2      | 03548          | Узбекское                                     | 2/2    | Столкновение с деревьями по неустановленной причине; экипаж при этом был сильно пьян. | [ 11 ] |
| 23 мая 1991 года      | Пулково, Ленинград                                                        | Ту-154Б-1 | 85097          | Ленинградское                                 | 13/181 | Грубая посадка в условиях грозы, приведшая к разрушению конструкции (подробнее…) | [ 12 ] |
| 25 мая 1991 года      | Зольский район, близ Малки                                                | Ми-2      | 23375          | Северо-Кавказское (Югавиа)                    | 0/1    | Опрокинулся при вынужденной посадке после столкновения с птицей в ходе авиационно-химических работ | [ 13 ] |
| 2 июня 1991 года      | Теньки                                                                    | Ан-2      | 05704          | Приволжское (Авиалинии Татарстана)            | 3/3    | Упал в Куйбышевское водохранилище после самовольного вылета; пилот и пассажиры были пьяны. | [ 14 ] |
| 12 июня 1991 года     | Таймырский АО                                                             | Ми-2      | 20786          | Красноярское (Красноярскавиа)                 | 2/2    | Разбился в тундре по неустановленной причине | [ 15 ] |
| 13 июня 1991 года     | Перекоповка (50°37′ с. ш. 33°28′ в. д.)                                   | Ан-2      | 40988          | Украинское (Авиалинии Украины)                | 1/2    | Столкновение с землёй при ночном заходе на посадку; пилот и пассажир были пьяны. | [ 16 ] |
| 14 июня 1991 года     | Ереван, близ Эребуни                                                      | Ми-8Т     | 25143          | Армянское (Армянские авиалинии)               | 3/3    | Столкновение с ЛЭП при пролёте над ущельем | [ 17 ] |
| 19 июня 1991 года     | Чара                                                                      | Ан-2Р     | 07169          | Восточно-Сибирское (Байкал)                   | 0/4    | Вынужденная посадка на лес из-за истощения топлива | [ 18 ] |
| 20 июня 1991 года     | МКАД, близ Люберец (55°40′22″ с. ш. 37°50′20″ в. д.)                      | Ми-8Т     | 22235          | Центральных районов                           | 3/3    | При полёте над МКАДом лопасть несущего винта отрубила хвостовую балку | [ 19 ] |
| 20 июня 1991 года     | Лисичье                                                                   | Ми-2      | 23234          | Украинское (Авиалинии Украины)                | 1/1    | Упал при авиационно-химических работах из-за отказа муфты свободного хода и разрушения главного редуктора | [ 20 ] |
| 22 июня 1991 года     | Михайловский район, близ Сухов 2-й                                        | Ан-2Р     | 62627          | Северо-Кавказское (Югавиа)                    | 3/3    | Разбился при авиационно-химических работах из-за истощения топлива; пилот был пьян. | [ 21 ] |
| 22 июня 1991 года     | 100 км от Витим                                                           | Ми-6А     | 21023          | Якутское (Якутавиа)                           | 2+0/5  | При заходе на посадку ударился хвостовым винтом о деревья и упал на площадку, убив двух работников | [ 22 ] |
| 24 июня 1991 года     | Раздольное                                                                | Ан-2Р     | 31423          | Латвийское                                    | 3/3    | Упал при авиационно-химических работах из-за ошибок пилотирования и нарушения передней центровки | [ 23 ] |
| 25 июня 1991 года     | Раковка                                                                   | Ан-2      | н.д.           | н.д.                                          | 3/3    | Упал при авиационно-химических работах из-за потери управления | [ 24 ] |
| 28 июня 1991 года     | Каа-Хемский район, близ Сарыг-Сепа                                        | Ми-8Т     | 25860          | Красноярское (Красноярскавиа)                 | 14/18  | Столкновение с деревьями и землёй при вынужденной посадке после отказа двигателей | [ 25 ] |
| 30 июня 1991 года     | Енисейский район, близ Ярцево                                             | Ан-2      | 62475          | Красноярское (Красноярскавиа)                 | 2/2    | Столкновение с деревьями при самовольном полёте на малой высоте; пилоты были пьяны. | [ 26 ] |
| 2 июля 1991 года      | Владивостокский порт                                                      | Ка-32Т    | 31037          | Дальневосточное (Дальневосточная корпорация)  | 0/5    | При подъёме контейнера с судна «Алексей Чириков» потерял управление из-за зацепления троса внешней подвески за посадочную площадку; вынужденная посадка на воду. | [ 27 ] |
| 3 июля 1991 года      | Сочи                                                                      | Ми-8Т     | 25978          | Северо-Кавказское (Югавиа)                    | 0/10   | Столкновение с землёй при заходе на посадку из-за перегруза и ошибок пилотирования | [ 28 ] |
| 11 июля 1991 года     | 25 км от Депутатского                                                     | Ми-8Т     | 22569          | Якутское (Якутавиа)                           | 0/18   | Столкновение с землёй во время полёта из-за перегруза и снижения скорости ниже допустимого | [ 29 ] |
| 15 июля 1991 года     | Урай                                                                      | Ан-2ТП    | 01494          | Тюменское (Тюменьавиатранс)                   | 1/13   | Вынужденная посадка на болото из-за отказа двигателя после взлёта | [ 30 ] |
| 20 июля 1991 года     | Сеймчан                                                                   | Ми-8Т     | 22880          | Магаданское (Магадан-авиа)                    | 0/?    | Упал при взлёте с площадки близ лесного пожара | [ 31 ] |
| 24 июля 1991 года     | Ключи, Апастовский район (55°21′ с. ш. 48°29′ в. д.)                      | Ми-8Т     | 24693          | Приволжское (Аэроволга)                       | 1/4    | Ударился хвостовым винтом о препятствия и опрокинулся при посадке на неподходящую площадку | [ 32 ] |
| 29 июля 1991 года     | Чегдомын                                                                  | Ми-8Т     | 24266          | Дальневосточное (Дальневосточная корпорация)  | 0/5    | Потеря управления и столкновение с горой из-за ошибок пилотирования | [ 33 ] |
| 1 августа 1991 года   | Нижневартовск                                                             | Ми-6      | 21891          | Туркменское (Туркменавиа)                     | 0/?    | Вынужденная посадка после отказа и пожара двигателя | [ 34 ] |
| 18 августа 1991 года  | Романел                                                                   | Ми-8      | 25895          | Коми (Комиавиа)                               | 0/33   | Грубая посадка на болото и опрокидывание после взлёта из-за перегруза | [ 35 ] |
| 21 августа 1991 года  | Полина Осипенко                                                           | L-410UVP  | 67091          | Дальневосточное                               | 0/14   | Преждевременная уборка шасси при взлёте | [ 36 ] |
| 22 августа 1991 года  | Катангский район, Мукоки                                                  | Ми-2      | 23997          | Восточно-Сибирское (Байкалавиа)               | 1/5    | Упал после взлёта из-за частичного отказа двигателя | [ 37 ] |
| 27 августа 1991 года  | 42 км от Гурьева                                                          | L-410UVP  | 67099          | Казахское                                     | 0/6    | Вынужденная посадка на местности из-за истощения топлива (после заправки забыли закрыть топливные баки) | [ 38 ] |
| 4 сентября 1991 года  | Пуровский район, близ Ноябрьска (63°23′ с. ш. 74°18′ в. д.)               | Ми-8Т     | 24491          | Тюменское (Тюменьавиатранс)                   | 2/4    | Попадание тросов внешней подвески в хвостовой винт; при вынужденной посадке на местности разрушившиеся лопасти врезались в кабину, убив пилотов | [ 39 ] |
| 19 сентября 1991 года | Никифоровский район, близ Старое Сабурово (52°51′ с. ш. 40°57′ в. д.)     | Ми-2      | 20873          | Центральных районов                           | 1/3    | Столкновение с землёй при манёвре на предельно малой высоте; пилот и пассажиры были пьяны. | [ 40 ] |
| 27 сентября 1991 года | Маган                                                                     | L-410UVP  | 67538          | Якутское                                      | 0/?    | Поздний выпуск закрылков и преждевременная уборка шасси при взлёте | [ 42 ] |
| 3 октября 1991 года   | Казомбо                                                                   | Ан-12БП   | 11120          | ЦУМВС                                         | 0/?    | По другим данным, это был Ан-12БК Якутского УГА. При посадке на недостроенную короткую ВПП экипаж сразу после касания узнал, что аэродром заминирован, поэтому принял решение взлетать без остановки, но при разбеге самолёт выкатился с полосы и повредил шасси. Не восстанавливался, так как был быстро повреждён коррозией и разворован местными жителями. | [ 44 ] |
| 20 октября 1991 года  | Северо-Байкальский район, близ Нижнеангарска (56°11′ с. ш. 110°01′ в. д.) | Ми-2      | 14075          | Восточно-Сибирское (Байкалавиа)               | 2/2    | Столкновение с горой из-за ухода с маршрута при ночном полёте в метель | [ 45 ] |
| 23 октября 1991 года  | Мамско-Чуйский район, близ Мамы (58°47′43″ с. ш. 112°42′25″ в. д.)        | Ми-8Т     | 06163          | Восточно-Сибирское (Байкалавиа, лизинг у МВД) | 9/9    | Столкновение с горой из-за уклонения с маршрута и снижения под безопасную высоту | [ 46 ] |
| 23 октября 1991 года  | Шелопугино                                                                | Ан-28     | 28924          | Восточно-Сибирское                            | 0/13   | Грубая посадка | [ 47 ] |
| 29 октября 1991 года  | Аскеранский район, близ Ханабада                                          | Ан-2Р     | 40704          | Азербайджанское (АЗАЛ-Агро)                   | 7/7    | Сбит огнём с земли в ходе Первой карабахской войны | [ 48 ] |
| 7 ноября 1991 года    | близ Махачкалы (42°53′ с. ш. 47°25′ в. д.)                                | Як-40     | 87526          | Северо-Кавказское (Югавиа)                    | 51/51  | Столкновение с горой из-за преждевременного снижения и уклонения с маршрута при заходе на посадку (подробнее…) | [ 49 ] |
| 8 ноября 1991 года    | Батагай                                                                   | Ан-2Т     | 79948          | Якутское                                      | 0/0    | Сгорел при пожаре в ангаре | [ 50 ] |
| 22 ноября 1991 года   | Ярцево                                                                    | Ан-2ТП    | 40596          | Красноярское (Красноярскавиа)                 | 0/13   | Вынужденная посадка на тайгу после отказа двигателя из-за обледенения карбюратора | [ 51 ] |
| 23 ноября 1991 года   | Комсомольск-на-Устюрте                                                    | Ан-2Р     | 81545          | Узбекское                                     | 2/4    | Столкновение с буровой вышкой при полёте на малой высоте в СМУ | [ 52 ] |
| 23 ноября 1991 года   | Мурманск (68°46′55″ с. ш. 32°44′48″ в. д.)                                | Ми-2      | 20952          | Ленинградское (Ленинградское объединение ГА)  | 1/3    | Упал и опрокинулся при взлёте из-за отказа системы продольного управления | [ 53 ] |
| 26 ноября 1991 года   | Бугульма                                                                  | Ан-24РВ   | 47823          | Приволжское (Авиалинии Татарстана)            | 41/41  | Потеря управления и столкновение с землёй при уходе на второй круг из-за обледенения хвостового оперения (подробнее…) | [ 54 ] |
| 4 декабря 1991 года   | Лаборовая, ЯНАО                                                           | Ми-8Т     | 25917          | Тюменское (Тюменьавиатранс)                   | 2/5    | Потеря высоты и столкновение с землёй при ночном заходе на посадку | [ 55 ] |
| 7 декабря 1991 года   | 123 км ЮЮВ Депутатского                                                   | Ми-8Т     | 22878          | Якутское (Якутавиа)                           | 1/5    | В ходе браконьерской охоты при заходе на посадку столкнулся со склоном горы и опрокинулся | [ 56 ] |
| 8 декабря 1991 года   | н.д.                                                                      | Ан-2Т     | 33137          | Якутское                                      | 0/?    | Вынужденная посадка на пересечённой местности. Подробности неизвестны | [ 57 ] |
| 27 декабря 1991 года  | 12 км ЮЮВ Ужгорода                                                        | Ми-8Т     | 25602          | Украинское                                    | 6/6    | В полёте на большой поступательной скорости возник флаттер несущего винта, приведший к колебанию лопастей и их разрушению, после чего отдельные обломки отрубили хвостовую балку, разрушили двигатели и кабину экипажа. | [ 58 ] |
| 30 декабря 1991 года  | Вельск                                                                    | Як-40     | 87521          | Архангельское                                 | 0/25   | Упал при взлёте из-за ошибок пилотирования | [ 59 ] |

### Комментарии
1. ↑  Снимался в фильме «Прощание»